# Trémissis

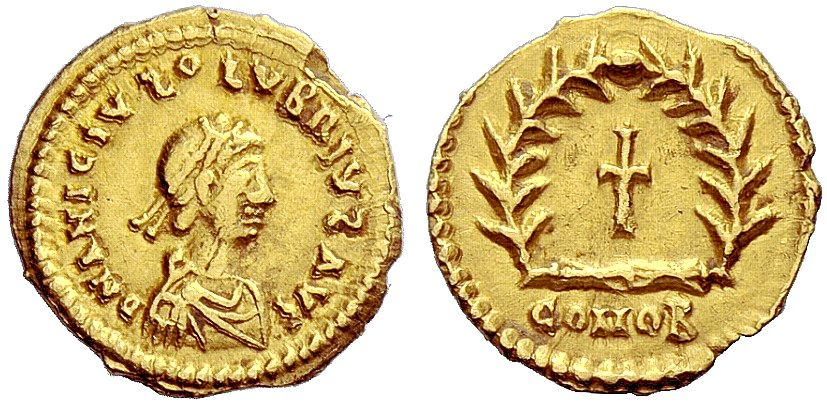
Trémissis d'Olybrius (472, Milan).

Le trémissis ou triens est une monnaie romaine en or qui était particulièrement répandue dans le monde méditerranéen et en Europe aux Ve et VIe siècles. Elle est également appelée tiers de sou car sa valeur correspondait à un tiers de solidus, la monnaie de référence de l'Empire romain qui était appréciée en raison de sa stabilité. Il pesait initialement 1,52 gramme, équivalait à 8 siliques, et était composé d'or pur (24 carats).
Le trémissis a été introduit par l'empereur Valentinien (364-375). 
Les plus anciennes frappes connues datent du règne de Magnus Maximus (383-388) tandis que les dernières pièces ont été frappées à Syracuse sous Basile Ier (867-888), empereur romain d'Orient. Elles ont également été frappées dans les royaumes qui ont pris la succession de l'Empire romain d'Occident : royaumes mérovingiens, vandale, ostrogoth, wisigoth, burgonde, lombard et anglo-saxons.

## Trémissis impériaux

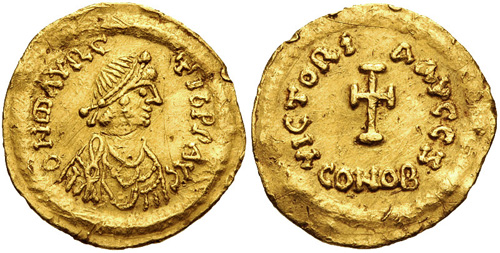
Trémissis (15 mm) de Carthage représentant Maurice Tiberius (582-602).

Le trémissis est frappé en grande quantité à partir du début du Ve siècle. À partir de Justin Ier (518-527), les symboles impériaux sont de plus en plus remplacés par des symboles chrétiens, reflétant ainsi la progression du christianisme. La valeur du trémissis ne commence à baisser que sous le règne de Justinien (527-565), l'or n'étant plus que de 23 carats (soit 1,45 g d'or pur). En 580, le poids des pièces est entièrement réformé et le trémissis passe à 20 carats (1,26 g d'or pur). Ce processus s'est poursuivi dans les siècles suivants. Bien que le trémissis ait perdu sa stabilité et donc de son importance, il est frappé à Constantinople jusqu'au règne de Michel Ier Rhangabé (811-813).

## Trémissis pseudo-impériaux

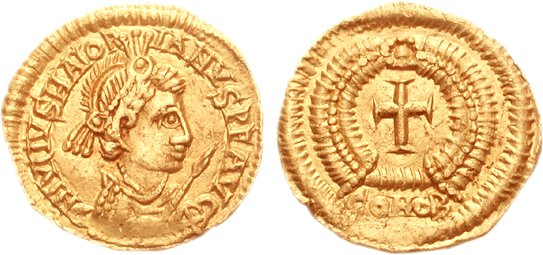
Trémissis wisigothique au nom de l'empereur romain Majorien (457-461).

Lors de la décomposition de l'empire romain d'Occident, les rois germaniques ont conservé le système monétaire romain, reprenant aussi bien leur aspect que la représentation de l'empereur. C'est la raison pour laquelle ces pièces sont appelées pseudo-impériales. Le trémissis continue donc d'être une pièce universellement utilisée dans l'ensemble de l'ancien Empire romain.  Alors que les Romains ont continué d'extraire de l'or, les pièces pseudo-impériales ont exclusivement été frappées à partir des réserves disponibles.

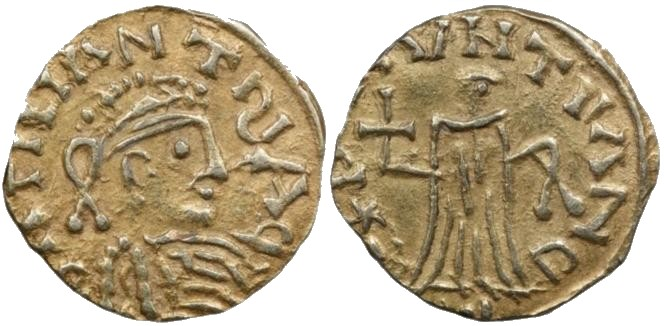
Tiers de sou de Gontran, roi mérovingien de Bourgogne (561-592), frappé à Chalon-sur-Saône

Peu à peu, certains rois commencent à faire des pièces à leur effigie, comme Thibert Ier (roi d'Austrasie de 534 à 548), mais cette évolution est lente. Ce n'est qu'à partir de la dévaluation réalisée en 580 dans l'empire d'Orient que les rois occidentaux déclarent plus systématiquement la provenance de leurs pièces tout en abaissant également leur teneur en or. Toutefois, à partir de 660, l'argent y remplace l'or comme monnaie principale.